# Méhes Marietta
Méhes Marietta (Budapest, 1958. június 17. –) magyar énekesnő, színésznő. 1985 óta az Amerikai Egyesült Államokban él.

## Életpályája
Általános iskoláit külső körülmények miatt több helyen végezte. Intézetben is élt. 17 évesen férjhez ment Méhes Lóránthoz (ekkortól használja a Méhes nevet). Kőbányai gyári munka mellett érettségizett le, a Képzőművészeti Gimnázium esti tagozatán. Underground körökben forgott, ismeretségbe került a kor számos újító szellemű, avantgárd művészegyéniségével, köztük Dobai Péterrel, Szentjóby Tamással, Erdély Miklóssal, Hajnóczy Péterrel, valamint Bódy Gáborral, akitől első gyermeke, Zita született 1977-ben. Méhes Marietta az 1981 nyarán alapított Trabant együttes énekesnőjeként, dalszövegírójaként, de leginkább mint platinaszőke filmszínésznő vált ismertté, akit bizonyos körökben szexszimbólumként istenítettek. Karrierje nem tartott sokáig: 1984. október 4-én olaszországi filmforgatásra utazott, ahonnan nem jött haza, hanem 1985 tavaszán az Egyesült Államokba disszidált. Jelenleg[mikor?] New Yorkban él, ahol alkalmazott grafikával, webdizájnnal foglalkozik. Második gyermeke már az USA-ban született.
Mindig el akartam jönni Magyarországról, soha nem volt közöm ahhoz, ami ott van, vagy volt, gyerekkorom óta soha nem éreztem, hogy odatartozom, és iszonyúan nyomasztott a légkör, nem szerettem ott lenni. Sokszor, ha arra gondoltam Magyarországon, hogy még mindig ott vagyok, teljesen rosszul lettem.
Bódy halála végképp elidegenítette Magyarországtól. Hosszú ideig nem látogatott haza, később is csak egyszer-egyszer, magánjelleggel. Publicitást 2011. januári „hivatalos” látogatása kapott, amikor azért jött el Budapestre, hogy föllépjen két nosztalgiakoncerten az egykori Trabanttal.

## Filmszerepei
- Szerelmem, Elektra (filmdráma, 1974; r. Jancsó Miklós) – statiszta (nincs a stáblistán)
- A kétfenekű dob (filmszatíra, 1977; r. Gazdag Gyula, Objektív Stúdió) – statiszta (nincs a stáblistán)
- Diorissimo (kisfilm, 1980; r. Xantus János, BBS) – főszerep
- Női kezekben (kisfilm, 1981; r. Xantus János, BBS)
- Kopaszkutya (zenés filmszatíra, 1981; r. Szomjas György) – nincs a stáblistán
- Kutya éji dala (filmdráma, 1983; r. Bódy Gábor, Társulás Stúdió) – a katonatiszt felesége
- Rutinmunka (tv-film, 1984; r. Bácskai Lauró István) – Baba
- Eszkimó asszony fázik (filmdráma, 1984; r. Xantus János)[8] – Mari (főszerep)
- Anche lei fumava il sigaro... (filmdráma, 1985; r. Alessandro di Robilant, David Scott; munkacíme Giobbe volt, a Taorminai Filmfesztiválon Solo per amore címmel mutatták be)[9][10] – Brambilla (főszerep)
- Időt töltök (dokumentumfilm 1983–84-es koncertfelvételekből, 1993; r. Gazsi Zoltán, BBS)[11]

## Hanglemez
- Eszkimó asszony fázik (filmzene, 1984; FAVORIT SPS 70631 kislemez)
- Trabant (2024, purge.xxx)

## Grafika
- Izzó parázs 84–94. Újhullámos versantológia illusztrátora. (Eredeti kiadás: 1984; 2. kiadás: Virgil Kiadó, Kőszeg, 1994.)